# Napoleon's Barber
Napoleon's Barber (Brasil: O Barbeiro de Napoleão ) é um filme estadunidense de 1928, do gênero drama, dirigido por John Ford. O filme, primeiro filme sonoro de Ford, agora é considerado perdido.